# حاير طاير (مسلسل)
حاير طاير مسلسل إماراتي من إنتاج تلفزيون أبو ظبي عدا الجزء الخامس كان من إنتاج تلفزيون دبي.

## طاقم العمل

### تأليف
- الكاتب الإماراتي جمال سالم

### إخراج
- الممثل والمخرج السوري عارف الطويل
- علي حسين البلوشي.
- مصطفى رشيد

### بطولة
- جابر نغموش
- سميرة أحمد
- محمد الجناحي
- أحمد الجسمي
- حبيب غلوم
- سلطان النيادي
- سعيد سالم
- بلال عبد الله
- فاطمة الحوسني
- أحمد الانصاري
- حسن رجب
- رزيقة الطارش
- ناجي خميس
- مروان عبد الله
- منصور الفيلي
- مرعي الحليان
- مريم سلطان
- عبد الله راشد
- خليفة التخلوفة
- محمد سعيد
- محمد العامري
- خالد البناي
- ملاك الخالدي
- علاء النعيمي
- شادية الأموي
- شعاع
- موسى البقيشي
- سعيد بتيجه
- منى الفالح
- عبدالله الجفالي

من اليمن
- يحيى إبراهيم
- علي الكوكباني
- نبيل حزام
- خالد البحري
- عقلان مرشد

من مصر
- نصر حماد
- مسعد الطنباري
- محمد غباشي

من سوريا
- رنا الأبيض